# Malliá (Chypre)
Pour les articles homonymes, voir Malliá.
Malliá (grec moderne : Μαλιά) est un village chypriote situé dans le district de Limassol et comptant 64 habitants en 2011.